# Lužná (Zlín)
Lužná é uma comuna checa localizada na região de Zlín, distrito de Vsetín.